# Canchy (Calvados)
Pour les articles homonymes, voir Canchy.
Canchy est une commune française, située dans le département du Calvados en région Normandie, peuplée de 202 habitants.

## Géographie
Canchy est une commune du Calvados située dans le parc naturel régional des Marais du Cotentin et du Bessin. Le village se trouve à 9 kilomètres d'Isigny-sur-Mer et 21 kilomètres de Bayeux, dans le Bessin.
| La Cambe    | Deux-Jumeaux |             |
| La Cambe    | Canchy       | Longueville |
| Monfreville | Colombières  |             |

### Hydrographie
La commune est située dans le bassin Seine-Normandie. Elle est drainée par l'Aure, l'Esque, le ruisseau du Moulin, un bras de l'Aure, le ruisseau de l'Moulin de Lorqueville, le canal 01 du Parc Naturel Régional, le canal 01 de la Londe et un autre petit cours d'eau,.
L'Aure, d'une longueur de 82 km, prend sa source dans la commune de Caumont-sur-Aure et se jette  dans la Vire en limite d'Osmanville, Isigny-sur-Mer et Carentan-les-Marais, après avoir traversé 26 communes. 
L'Esque, d'une longueur de 21 km, prend sa source dans la commune de Cerisy-la-Forêt et se jette  dans l'Aure à Colombières, après avoir traversé douze communes. 

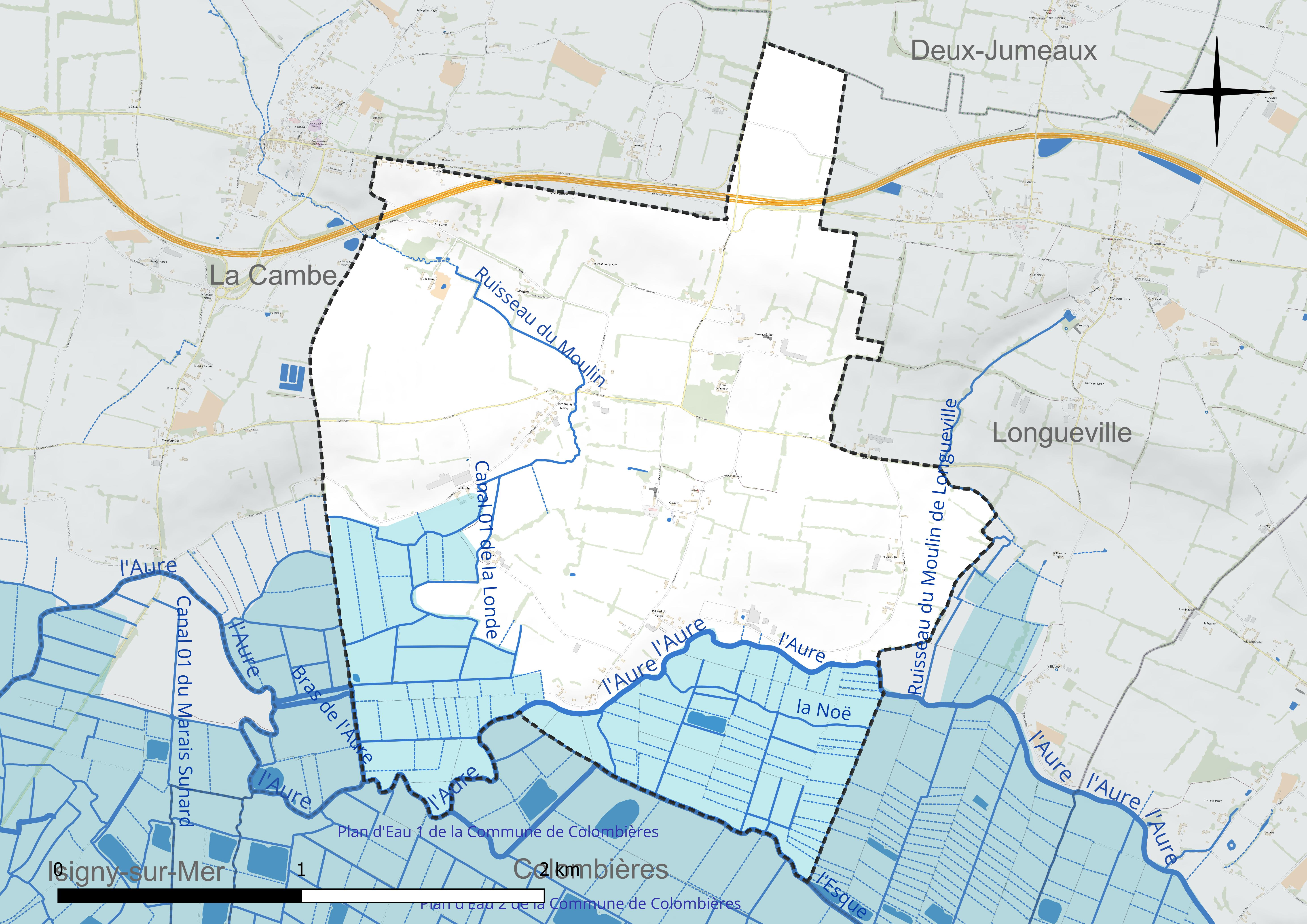
Réseau hydrographique de Canchy.

### Climat
Pour des articles plus généraux, voir Climat de la Normandie et Climat du Calvados.
En 2010, le climat de la commune est de type climat océanique franc, selon une étude du CNRS s'appuyant sur une série de données couvrant la période 1971-2000. En 2020, Météo-France publie une typologie des climats de la France métropolitaine dans laquelle la commune est exposée à un climat océanique et est dans la région climatique  Normandie (Cotentin, Orne), caractérisée par une pluviométrie relativement élevée (850 mm/a) et un été frais (15,5 °C) et venté. Parallèlement le GIEC normand, un groupe régional d'experts sur le climat, différencie quant à lui, dans une étude de 2020, trois grands types de climats pour la région Normandie, nuancés à une échelle plus fine par les facteurs géographiques locaux. La commune est, selon ce zonage, exposée à un « climat maritime », correspondant au Cotentin et à l'ouest du département de la Manche, frais, humide et pluvieux, où les contrastes pluviométrique et thermique sont parfois très prononcés en quelques kilomètres quand le relief est marqué.
Pour la période 1971-2000, la température annuelle moyenne est de 11 °C, avec  une amplitude thermique annuelle de 11,1 °C. Le cumul annuel moyen de précipitations est de 844 mm, avec 13,5 jours de précipitations en janvier et 7,1 jours en juillet. Pour la période 1991-2020, la température moyenne annuelle observée sur la station météorologique la plus proche, située sur la commune de Balleroy-sur-Drôme à 20 km à vol d'oiseau, est de 11,2 °C et le cumul annuel moyen de précipitations est de 924,3 mm,. Pour l'avenir, les paramètres climatiques de la commune estimés pour 2050 selon différents scénarios d'émission de gaz à effet de serre sont consultables sur un site dédié publié par Météo-France en novembre 2022.

## Urbanisme

### Typologie
Au 1er janvier 2024, Canchy est catégorisée commune rurale à habitat très dispersé, selon la nouvelle grille communale de densité à 7 niveaux définie par l'Insee en 2022.
Elle est située hors unité urbaine et hors attraction des villes,.

### Occupation des sols
L'occupation des sols de la commune, telle qu'elle ressort de la base de données européenne d'occupation biophysique des sols Corine Land Cover (CLC), est marquée par l'importance des territoires agricoles (99,7 % en 2018), une proportion identique à celle de 1990 (99,7 %). La répartition détaillée en 2018 est la suivante : 
prairies (80,2 %), terres arables (19,5 %), zones urbanisées (0,3 %). L'évolution de l'occupation des sols de la commune et de ses infrastructures peut être observée sur les différentes représentations cartographiques du territoire : la carte de Cassini (XVIIIe siècle), la carte d'état-major (1820-1866) et les cartes ou photos aériennes de l'IGN pour la période actuelle (1950 à aujourd'hui).

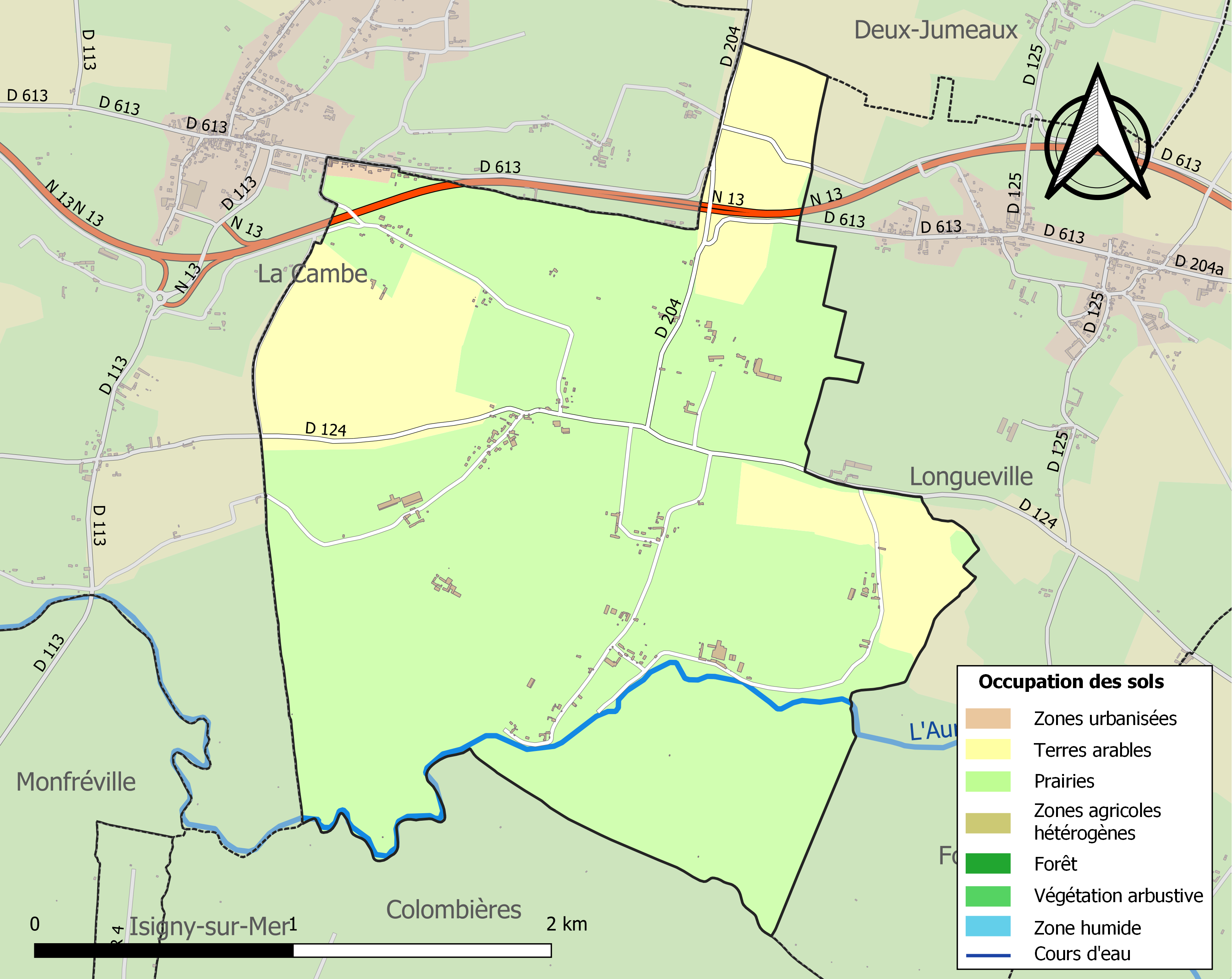
Carte des infrastructures et de l'occupation des sols de la commune en 2018 (CLC).

## Toponymie
Le nom de la localité est attesté sous les formes Caenchy en 1317, Caencheyum au XIVe siècle,.
Canchy conservera le nom de Caenchy jusqu'au milieu du XIXe siècle, ainsi qu'en atteste la carte de Cassini ou carte de l'Académie, dont les relevés concernant la Normandie seront effectués en 1756 et la publication date de 1758. Une notice datée du 10 janvier 1878 et signée de M. Marie, l'instituteur, raconte l'histoire du village qui s'appelle encore Caenchy.
Il est fait mention à partir du XIIIe siècle d'un village proche d'Isigny appelé Caencheyum. Sans doute ce nom provient-il de Catuniciacum, du nom d'homme gallo-romain Catunicus, ou Canicus ou Canius suivi du suffixe -acum.
C'est fort abusivement que l'on a cru que le suffixe -(i)ac, tiré du celte -(i)aco, latinisé -(i)acum n'avait servi qu'à construire des toponymes basés sur un anthroponyme. Ainsi *Cantiaco au sens de « lieu de la frontière » a donné Canchy en zone normando-picarde, Chanc(e)y en zone d'oïl standard.
Le toponyme Canchy, qu'on retrouve dans le nom de la commune Canchy dans la Somme, est la forme normanno-picarde du type francien Chancy.
Le gentilé est Canchéen.

## Histoire
Une petite agglomération gallo-romaine, dites de bord de voie, y a été repérée.

### L'hypothèse de Dedion
En 1298, Jeanne du Bacon du Mollay, veuve du primat de Normandie, donna aux habitants des paroisses de Mandeville, Trévières, Aignerville, Écrammeville, Dedion, Longueville, La Cambe, Bricqueville, Colombières, Vouilly et Monfréville ce qu'elle possédait de bois et de marais dans ces localités et ce qu'elle possédait « en dessous de chacune d'elles ». Cette donation était faite en récompense aux habitants de ces villages qui s'étaient cotisés pour la délivrer de sa captivité moyennant la somme de 191 000 livres.
Le nom de Dedion, placé ainsi entre Écrammeville, Longueville et La Cambe, occupe dans la citation la place que devrait occuper Canchy. La tradition mise en cause citerait aussi le nom de Dedion.
Il fut émis l'hypothèse à la fin du XIXe siècle qu'un seigneur venant plus tard habiter cette commune lui aurait donné son nom.

### La rue de Beaumont
Le seigneur de Beaumont, marquis de Faudoas, habitait la commune d'Englesqueville. Au milieu du XVIIIe siècle, il possédait à Canchy « 800 vergers de terres », ce qui lui donnait la qualité de propriétaire « très foncier » à Canchy. Ce statut lui permettait de faire boire ses chevaux à la rivière du petit marais. Pour s'y rendre, il passait à chaque fois devant le château de Canchy.
Une querelle s'étant élevée entre le comte de Broglie, propriétaire du château de Canchy, et le marquis de Faudoas, ce dernier se vit dans l'obligation de changer son itinéraire pour se rendre au marais. Le comte de Broglie lui fit ouvrir une nouvelle route que l'on appela rue de Beaumont. Cette route fut par la suite rebaptisée rue Pavée.

### L'école
L'école actuelle a été construite en 1838, au bout de la rue de Beaumont (puis rue Pavée), sur une ancienne place publique appelée jadis « les Duesnotes ». C'était sur cette même place qu'avait été planté à la Révolution l'arbre de la liberté.
Mais l'histoire de l'enseignement primaire à Canchy remonte à 1780. À cette époque, d'après les archives de la mairie, Jean Le Fèvre tenait les petites écoles.
En 1793, François Siméon est nommé, par le conseil de la commune, secrétaire, greffier maître d'école et Gustos. Une somme de cent francs lui était allouée pour cette fonction qui se résumait, selon une délibération de l'époque, à :
1. Tenir les petites écoles, garçons et filles, et y être bien assidu ;
2. Se servir des livres élémentaires adaptés et publiés à cet effet ;
3. Afficher les Lois, tenir la plume dans les assemblées ;
4. Faire le service de Gustos sous tous les genres ;
5. Être le subordonné du Curé de la municipalité.

Mais cette somme de 100 francs n'était pas suffisante pour subvenir aux besoins de l'instituteur, si bien qu'en 1830, le conseil municipal fit à l'instituteur un traitement de 600 francs.
En 1878, monsieur Marie, l'instituteur du village, signe une note historique sur l'enseignement à Canchy dans laquelle il ébauche une analyse en ces termes:
On jugera les progrès de l'Enseignement par l'inspection des registres de l'état civil.
Pendant cinq années, de 1686 à 1690, il y a 26 mariages, et seulement 7 époux et 4 épouses ont signé leur acte.
Sur les 69 baptêmes inscrits pendant ces cinq mêmes années, on ne voit la signature que de 36 parrains et de 11 marraines.
Un siècle plus tard, de 1786 à 1790, sur 15 actes de mariage, 14 époux et 12 épouses ont signé.
Sur les 35 actes de baptême de la même époque, 32 parrains et 24 marraines ont apposé aussi leur signature. Il y a progrès ; cependant, les femmes restent en retard.
Mais revenant aux actes de nos jours, il est rare que le Conscrit, l'Époux et l'Épouse ne sachent signer.

## Politique et administration
| Période                                  | Période   | Identité       | Étiquette | Qualité                                                                                   |
| ---------------------------------------- | --------- | -------------- | --------- | ----------------------------------------------------------------------------------------- |
| 1929                                     | mars 1983 | René Souëf     |           |                                                                                           |
| 1983                                     | mars 1984 | Roger Souëf    |           |                                                                                           |
| 1984                                     | mars 2008 | Georges Hébert |           |                                                                                           |
| mars 2008                                | En cours  | Michel Fauvel  | SE        | Agriculteur, président de la communauté de communes Isigny Grandcamp Intercom depuis 2014 |
| Les données manquantes sont à compléter. |           |                |           |                                                                                           |

## Démographie
L'évolution du nombre d'habitants est connue à travers les recensements de la population effectués dans la commune depuis 1793. Pour les communes de moins de 10 000 habitants, une enquête de recensement portant sur toute la population est réalisée tous les cinq ans, les populations de référence des années intermédiaires étant quant à elles estimées par interpolation ou extrapolation. Pour la commune, le premier recensement exhaustif entrant dans le cadre du nouveau dispositif a été réalisé en 2008.
En 2022, la commune comptait 202 habitants, en évolution de −0,98 % par rapport à 2016 (Calvados : +1,58 %, France hors Mayotte : +2,11 %).
| 1793 | 1800 | 1806 | 1821 | 1831 | 1836 | 1841 | 1846 | 1851 |
| ---- | ---- | ---- | ---- | ---- | ---- | ---- | ---- | ---- |
| 375  | 372  | 427  | 427  | 515  | 517  | 506  | 423  | 417  |

| 1856 | 1861 | 1866 | 1872 | 1876 | 1881 | 1886 | 1891 | 1896 |
| ---- | ---- | ---- | ---- | ---- | ---- | ---- | ---- | ---- |
| 411  | 411  | 422  | 378  | 388  | 350  | 386  | 317  | 327  |

| 1901 | 1906 | 1911 | 1921 | 1926 | 1931 | 1936 | 1946 | 1954 |
| ---- | ---- | ---- | ---- | ---- | ---- | ---- | ---- | ---- |
| 334  | 313  | 315  | 263  | 276  | 277  | 302  | 270  | 271  |

| 1962 | 1968 | 1975 | 1982 | 1990 | 1999 | 2006 | 2008 | 2013 |
| ---- | ---- | ---- | ---- | ---- | ---- | ---- | ---- | ---- |
| 253  | 243  | 196  | 172  | 175  | 185  | 206  | 212  | 208  |

| 2018 | 2022 | - | - | - | - | - | - | - |
| ---- | ---- | - | - | - | - | - | - | - |
| 206  | 202  | - | - | - | - | - | - | - |

## Économie
La commune se situe dans la zone géographique des appellations d'origine protégée (AOP) Beurre d'Isigny et Crème d'Isigny.

## Lieux et monuments

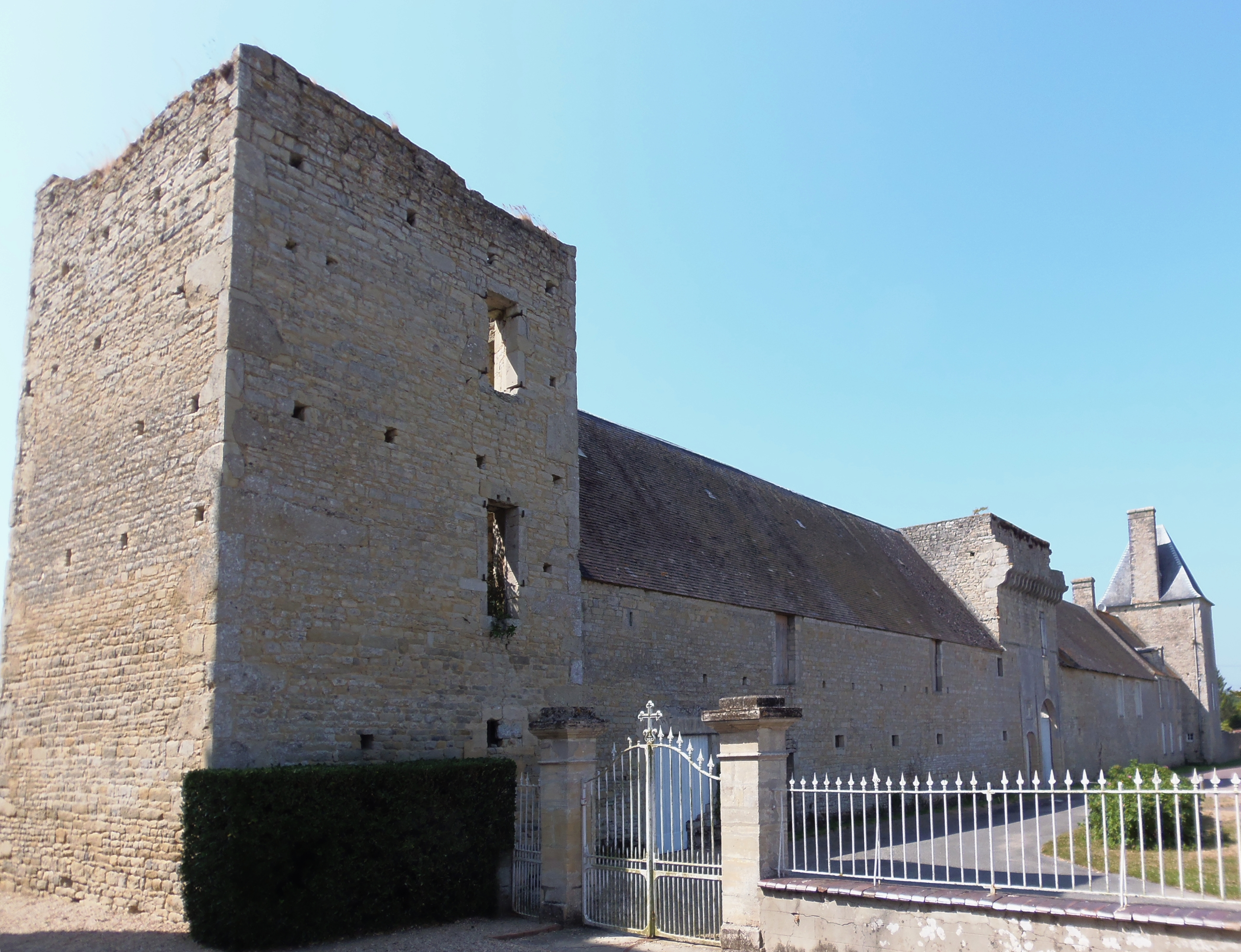
Le château.

- Château de Canchy des XVIe – XVIIe siècles, classé au titre des monuments historiques depuis le 2 juillet 1927[35]. Le château de Canchy appartient à la même famille depuis 1650, la famille du Moustier de Canchy. Cette propriété ne se visite pas.
- Église Notre-Dame, du XIIIe siècle.

## Personnalités liées à la commune
- Jean-François de Canchy